# L'asso del ring
L'asso del ring (Canvas Back Duck) è un film del 1954 diretto da Jack Hannah. È un cortometraggio animato realizzato, in Technicolor, dalla Walt Disney Productions, uscito negli Stati Uniti il 25 dicembre 1953 e distribuito dalla RKO Radio Pictures. A partire dagli anni novanta è più noto come Il grande scontro. Nel novembre 1997 fu inserito nel film di montaggio direct-to-video I capolavori di Qui Quo Qua. 

## Trama
Paperino è a un luna park in compagnia di Qui, Quo e Qua, dove prova varie attrazioni che misurano la propria forza muscolare e ottiene ogni volta ottimi risultati. A un tratto, un bambino riferisce a Qui, Quo e Qua che suo zio è in grado di battere Paperino a pugilato, ma i nipoti lo deridono. Paperino accetta la sfida, vedendo che, chi riuscirà a battere "Peewee Pete" (lo zio del bambino), vincerà un premio di 500 $. I nipoti guardano nel tendone dove si terrà l'incontro, dove scoprono che il bambino in realtà è uno sgherro al servizio di Pietro Gambadilegno e che contro quest'ultimo Paperino dovrà sfidarsi. Durante l'incontro, Paperino viene aiutato diverse volte da parte di Qui, Quo e Qua e, anche grazie a una serie di circostanze fortuite, riesce ad avere la meglio su Pietro.